# Højre
Højre was de naam van twee Deense politieke partijen van rechts (Højre=rechts). De eerste partij bestond van 1848 tot 1866. De tweede partij met deze naam werd in 1881 gesticht en leverde tot 1901 de eerste minister. Meest bekende politicus was Jacob Brønnum Scavenius Estrup. Højre ging in 1915 op in de Det Konservative Folkeparti.
In Noorwegen is er een partij met de naam Høyre.